# Shih Tzu
Shih Tzu (em chinês tradicional 狮子, Leão) é uma raça de pequenos cães de companhia de pelo longo, originária do Tibete.
Acredita-se que tenha se originado de cruzamentos entre as raças Lhasa Apso e Pequinês.

## Origem e História
O nome Shih Tzu vem da palavra chinesa 獅子, que significa "Leão", pois a raça, assim como o Pequinês, foi cruzada para se parecer com o leão na arte oriental tradicional. O nome Shih Tzu é a romanização Wade-Giles da palavra em Mandarim para Leão. A raça Pequinesa também é chamada de Cão-Leão em chinês.
Os primeiros cães da raça Shih Tzu foram importados para a Europa (Inglaterra e Noruega) nas décadas de 1920 e 1930. Lady Brownrigg, uma inglesa que morava na China, trouxe os primeiros dois Shih Tzus para a Inglaterra em 1928. Esses cães foram classificados pelo Clube de Canis do Reino Unido como "Apsos". O primeiro padrão europeu para a raça foi redigido na Inglaterra em 1935 pelo Clube do Shih Tzu, fundado em 1934, e os cães foram re-categorizados como Shih Tzu pelo Clube de Canis do Reino Unido em 7 de Maio de 1940. A raça espalhou-se pela Europa e foi levada aos Estados Unidos após a Segunda Guerra Mundial. O Shih Tzu foi reconhecido pelo Clube de Canis Americano em 1969. A raça é atualmente reconhecida por todos os principais Clubes de Canis do mundo anglófono e pela Federação Cinológica Internacional, no Grupo 9 (Cães de Companhia), Seção 5 (Raças Tibetanas).
Durante a Revolução Comunista Chinesa em 1949, os Shih Tzus foram mortos em massa devido às suas associações com a nobreza e a riqueza. Os Shih Tzus modernos descendem dos treze cães importados para a Inglaterra e Escandinávia entre 1928 e 1952.
Controversialmente, a cruzadora de cães Freda Evans, da Inglaterra, introduziu um Pequinês na raça em 1952. Hoje em dia, ambos os Clubes de Canis do Reino Unido e dos Estados Unidos reconhecem os descendentes dessa mistura como Shih Tzus puros.

## Características
Olhos largos, escuros, redondos e bem separados, com pouca ou nenhuma porção visível da esclera. 
Orelhas longas, caídas e cobertas de pelos.
Nariz preto ou marrom-escuro.
Os pelos acima do focinho apontam para cima, em uma disposição similar a de um Crisântemo (por isso o nome de Cão-Crisântemo).
De pelagem longa, costumam ter até 27cm de altura na cernelha e pesar de 4,5 a 8 kg. Possuem temperamento inteligente, ativo e alerta, e têm comportamento amigável e independente.

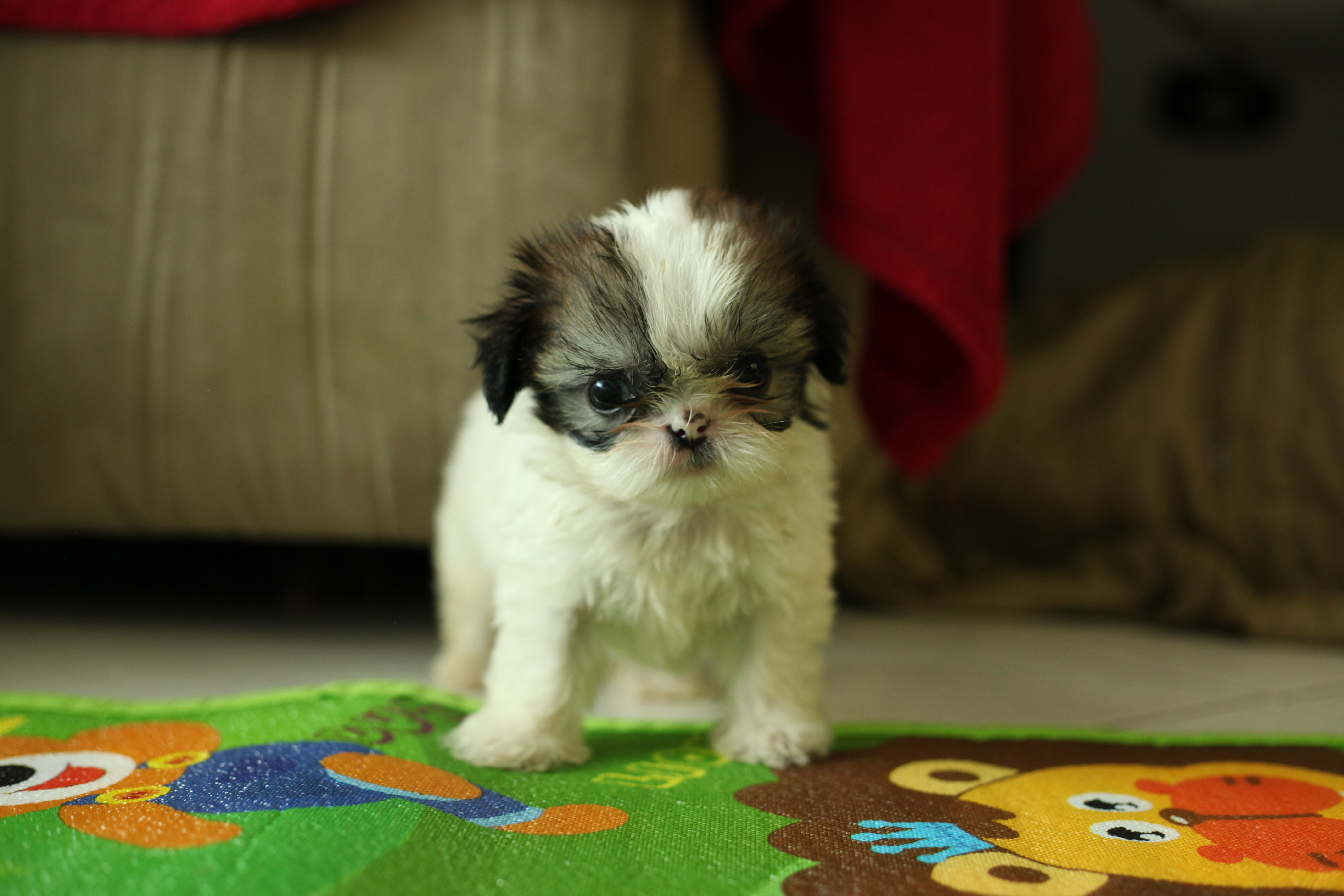
Filhote de shih-tzu

## Saúde
Variados problemas de saúde, alguns deles hereditários, foram encontrados em cães da raça Shih Tzu, e estão listados abaixo. Em virtude da popularidade da raça, más práticas de cruzamento são comuns.

### Problemas Cardíacos
A doença da válvula mitral é o o problema cardíaco mais comum em cachorros e pode causar Insuficiência Cardíaca Congestiva (ICC). A condição é mais comum em cães de menor porte, incluindo o Shih  Tzu.

### Braquicefalia
A braquicefalia do Shih Tzu pode ocasionar dificuldades na respiração e outros problemas cardíacos no cão, como a síndrome das vias aéreas braquicefálicas. Cães que sofrem desse problema têm dificuldade em se exercitar, e são propensos a sofrer de insolação e insônia.

### Problemas Oculares
É comum que Shih Tzus desenvolvam problemas oculares em qualquer idade, e especialmente quando estão mais velhos.
Irritações e alergias, tais como as em virtude do contato do pelo com os olhos, podem ser tratadas com colírios. É recomendado que se mantenha o pelo da face bem cortado para evitar esse tipo de problema.
Shih Tzus são também propensos a uma produção excessiva de lágrimas que causa manchas ao redor dos olhos.

### Problemas Auriculares
É comum que Shih Tzus desenvolvam infecções auriculares em virtude dos pelos ao redor e dentro dos ouvidos. Se os ouvidos não forem limpos regularmente, as infecções podem retornar e causar problemas de saúde mais sérios.

### Expectativa de Vida
Um estudo britânico de 2024 determinou uma expectativa de vida de 12,8 anos para a raça, comparado a uma média de 12,7 anos para raças puras e 12 para misturas.
Um estudo, também britânico, determinou a expectativa de vida dos Shih Tzus como de 11 anos, poucos meses abaixo da média de todos os cachorros. 
Um estudo japonês determinou que Shih Tzus possuem uma expectativa de vida de 15 anos, acima da média de 14 anos para todos os cachorros.